# Фролов, Дмитрий Васильевич
Дмитрий Васильевич Фролов (20 сентября 1912 — 29 июля 1990) — передовик советского сельского хозяйства, бригадир тракторной бригады совхоза «Тимашёвский» Кинель-Черкасского района Куйбышевской области, Герой Социалистического Труда (1966).

## Биография
Родился в 1912 году в селе Кинель-Черкассы, ныне Самарской области в русской семье крестьянина. Завершив обучение в двух классах сельской школы, в 1929 году трудоустроился на Толкайскую железную дорогу рабочим. После службы в Красной Армии, в 1934 году поступил на курсы трактористов при совхозе имени К. Е. Ворошилова. Работал в этом колхозе трактористом до повторного призыва по мобилизации в 1941 году. Участник Великой Отечественной войны, трижды был ранен.
В 1945 году, демобилизовавшись, вернулся на родину и трудоустроился в Тимашевскую птицефабрику совхоза «Тимашевский» бригадиром тракторной бригады. Постоянно побеждал в социалистических соревнованиях среди механизаторов по Кинель-Черкасскому району.
За успехи, достигнутые в увеличении производства и заготовок пшеницы, ржи, гречихи, риса, других зерновых и кормовых культур и высокопроизводительном использовании техники, Указом Президиума Верховного Совета СССР от 23 июня 1966 года Дмитрию Васильевичу Фролову было присвоено звание Героя Социалистического Труда с вручением ордена Ленина и золотой медали «Серп и Молот».
В совхозе проработал до выхода на заслуженный отдых.
Проживал в селе Кинель-Черкассы. Умер 29 июля 1990 года.

## Награды
За трудовые успехи удостоен:
- золотая звезда «Серп и Молот» (23.06.1966),
- орден Ленина (23.06.1966),
- Орден Отечественной войны II степени (11.03.1985),
- Медаль «За трудовую доблесть» (26.04.1963),
- Отличник социалистического сельского хозяйства,
- другие медали.